# Bilal Xhaferri
Bilal Xhaferri (też jako: Bilal Hoxha) - (ur. 2 listopada 1935 w Ninati k. Konispolu  – zm. 14 października 1986 w Chicago) – albański pisarz i publicysta.

## Życiorys
Urodził się w Czamerii w rodzinie albańskiej. W dzieciństwie utracił rodziców. W czasie wojny zmarła jego matka. Ojciec, Xhaferr Hoxha w 1945 r. został aresztowany przez partyzantów komunistycznych, uznany za zbrodniarza wojennego i rozstrzelany. Po jego śmierci Bilal pracował jako pomocnik cieśli, a w 1948 r. wyjechał z rodzinnej miejscowości i osiedlił się w Sarandzie. Zarabiał na życie, pracując na poczcie, a w roku 1955 ukończył szkołę techniczną i pracował jako geometra.
W roku 1962 zaczął publikować pierwsze swoje utwory w pismach Zëri i Rinisë (Głos młodzieży) i Drita (Światło), a także w magazynie literackim Nëntori (Listopad). W 1966 wydał drukiem zbiór swoich opowiadań. Przygotowywany rok później do wydania tomik poezji Lirishta e kuqe został wstrzymany przez cenzurę. Podobne zastrzeżenia cenzura zgłosiła do jego dwóch kolejnych dzieł: powieści Krastakraus i scenariusza filmowego Era shtyn mjegullat. W 1968 r., w siedzibie Związku Literatów i Artystów Albanii odbyło się spotkanie poświęcone powieści Dasma (Wesele) Ismaila Kadare. Xhaferri jako jedyny z obecnych na sali skrytykował powieść. Za to wystąpienie został usunięty ze Związku i internowany w miejscowości Sukth, gdzie pracował jako robotnik fizyczny w spółdzielni produkcyjnej. 
Przeniesiony do miejscowości Hamallë, 30 sierpnia 1969 zbiegł z miejsca internowania i nielegalnie opuścił kraj, przedostając się do Grecji. Stamtąd wyjechał do USA i osiedlił w Bostonie. Tam też rozpoczął pracę w albańskojęzycznym piśmie Dielli (Słońce). W 1974 powołał do życia dwujęzyczne pismo Krahu i shqiponjës, reprezentujące Ligę Albańskich Czamów, działającą w USA. W piśmie tym ukazywały się artykuły publicystyczne, jak również opowiadania, wiersze, powieści, ale też fotografie i karykatury, wykonane przez Xhaferriego. Skupiał się nie tylko na problemach Czamów, ale także analizował dyktaturę Envera Hodży, a od 1981 coraz częściej koncentrował się na tematach kosowskich. Do śmierci Xhaferriego ukazało się 39 numerów pisma. W 1978 Xhaferri został pobity przez nieznanych sprawców, a w 1981 spłonęła siedziba redakcji pisma przez niego wydawanego, jak też zgromadzone w niej archiwum. W 1986 zapadł na zdrowiu i zmarł po operacji guza mózgu, wykonanej w jednym ze szpitali w Chicago.

## Pamięć
W roku 1995 trumnę ze zwłokami Xhaferriego przywieziono do Albanii. W maju 1995 prezydent Albanii Sali Berisha uhonorował go pośmiertnie medalem "Męczennika za Demokrację" (alb. Martir i demokracisë). Jego imię nosi ulica w Sarandzie, a także w południowej części Tirany (dzielnica Komuna e Parisit) oraz fundacja kulturalna Czamów, działająca od 1993 w Tiranie. W 2014 w jego domu rodzinnym we wsi Ninat powstało muzeum, poświęcone pisarzowi. W 2019 w Durrësie odsłonięto pomnik Xhaferriego dłuta Idriza Balaniego.

## Dzieła
- 1966: Njerëz të rinj, tokë e lashtë - (Młodzi ludzie, ziemia antyczna - opowiadania, 1966)
- 1967: Lirishta e kuqe - (Czerwona polana - wiersze, 1967)
- 1992: Dashuri e përgjakur - (Zakrwawiona miłość - powieść, 1992)
- 1993: Krastakraus - powieść (napisana w 1967, wydana pośmiertnie)
- 1995: Eja trishtim - wiersze
- 1995: Ra Berati - (Berat upada, powieść)
- 1996: Përtej largësive - utwory prozą i publicystyka